# Lester Germer
Lester Halbert Germer (ur. 10 października 1896 w Chicago, zm. 3 października 1971 w Gardiner, stan Nowy Jork) – amerykański fizyk, w 1927 razem z Clintonem Davissonem w słynnym eksperymencie udowodnił dualną budowę falowo-cząsteczkową materii, co było podstawą skonstruowania mikroskopu elektronowego. Prowadził także prace z zakresu emisji termoelektronowej, erozji metali i fizyki zderzeń.
Podczas I wojny światowej walczył jako pilot myśliwca.
Pracował w Laboratorium Bella (Bell Labs) w New Jersey.

## Alpinizm
W 1945 r. (w wieku 49 lat) Germer rozpoczął drugą karierę jako alpinista. Wspinał się na szczyty położone w północno-wschodniej części Stanów Zjednoczonych, zwłaszcza w górach Shawangunks (w skrócie "The Gunks") w stanie Nowy Jork. W tamtym czasie dominującym klubem alpinistycznym na tych terenach był Appalachian Mountain Club, AMC, który miał bardzo ścisłe reguły wspinaczkowe. Germer nigdy nie zapisał się do klubu i przez to popadł w konflikt z czołowym alpinistą tego rejonu Hansem Krausem, pełniącym także funkcję przewodniczącego komitetu do spraw bezpieczeństwa AMC (AMC Safety Committee). W pewnym momencie odmówiono nawet Lesterowi Germerowi licencji wspinacza (wymaganej w USA), podając jako powód "Za bardzo lubi ludzi i ma za dużo entuzjazmu". Był on znany z hojności i przyjaznego nastawienia do ludzi. Mówiono o nim "jednoosobowa szkoła wspinaczkowa".
Zmarł w 1971 na tydzień przed swoimi 75. urodzinami w wyniku rozległego ataku serca w czasie wspinaczki linowej w górach Gunks. Do tego dnia Germerowi nie zdarzyły się żadne wypadki lub inne incydenty związane z bezpieczeństwem w górach. Nigdy nie zdarzyło mu się odpaść od ściany w czasie prowadzenia drogi wspinaczkowej.

## Literatura (wjęzyku angielskim)
- Susan Schwartz (2005) – Into The Unknown: The Remarkable Life of Hans Kraus (W stronę nieznanego: Niezwykłe życie Hansa Kraus)
- Laura Watterman, Laura and Guy (1993) – Yankee Rock and Ice (Skały i lody Jankesów)